# Thatgamecompany
Thatgamecompany, Inc, (стилизованно как thatgamecompany) — американская независимая компания, занимающаяся разработкой компьютерных игр. Основана студентами университета Южной Калифорнии Джeнова Чэнем и Келли Сантьяго в 2006 году. Компания разрабатывала игры для Sony Computer Entertainment — три игры были созданы для PlayStation 3. Первой из этих игр стала flOw, выпущенная в 2007 году. Второй игрой компании была Flower, которая вышла в 2009 году; третья игра, Journey, вышла в марте 2012 года. Релиз четвёртой игры, Sky: Children of the Light, состоялся в июле 2019 года.

## История
В конце 2005 Дженова Чэнь и Келли Сантьяго решили создать собственную компанию, разрабатывающую  видеоигры. Эти двое заканчивали магистратский курс на факультете интерактивных медиа игр университета Южной Калифорнии и именно в то время выпустили свою первую видеоигру Cloud, которую они разработали вместе с другими студентами. Группа создавала проект как эксперимент, призванный показать, могут ли они создать игру, которая «может предложить нечто, отличающееся от выпущенных ранее игр»; также эксперимент должен был показать, насколько люди заинтересованы в подобных играх. Поскольку игра оказалась достаточно популярной, Чэнь и Сантьяго начали рассматривать возможность создания своей собственной компании после окончания колледжа, чтобы они смогли продолжить делать такие игры, как Cloud, в которых упор ставится не на игровой процесс, а на атмосферу.
В то время как раз становилась популярной возможность легко загрузить компьютерные игры через Интернет.  Чэнь и Сантьяго рассматривали это как возможность создавать игры без высокого финансового риска для розничной торговли. Thatgamecompany была основана 15 мая 2006 года, когда Чэнь и Сантьяго закончили магистратуру. Вскоре компания подписала контракт с компанией Sony Computer Entertainment, которая была впечатлена игрой Чэня flOw, созданной с помощью Adobe Flash, компонентом его магистерской диссертации в университете Южной Калифорнии. Thatgamecompany заключила контракт на производство трёх игр для предстоящей системы распространения PlayStation Network и получила финансирование для запуска и место в офисах Sony в Лос-Анджелесе.
Изначально Thatgamecompany состояла из Чэня, Сантьяго, Ника Кларка, который сотрудничал с Чэнем в разработке игры flOw, и Джоном Эдвардсом. Сантьяго была президентом компании и продюсером игр, Кларк был дизайнером, а Эдвардс был ведущим инженером по созданию игр. Хотя Чэнь был соучредителем компании, первоначально он работал в другой компании под названием Maxis, чтобы создать игру Spore. Компания рассматривала возможность адаптации Cloud в качестве своего первого продукта для Sony, но вместо этого остановилась на flOw, поскольку в этой игре был «более продуманный дизайн». Они чувствовали, что это будет проще, чем разработка игры Cloud, пока они создавали компанию. Ни у кого из членов команды не было опыта управления бизнесом или создания коммерческой игры. Несколько работников, нанятых по контракту, помогли Thatgamecompany в разработке flOw, в том числе Остин Уинтори, композитор игры.
Компания полагала, что версия flOw для PlayStation 3 может быть завершена за четыре месяца и что она будет готова к запуску PlayStation Network в ноябре 2006 года. Однако, когда она была выпущена в феврале 2007 года, в ней не было «половины оригинального дизайна». По словам Сантьяго, продюсер Sony, назначенный в команду, ожидал, что они недооценивают продолжительность разработки игры, и не был удивлён задержкой. Игра была хорошо принята. В 2007 году flOw стала самой загружаемой игрой на PlayStation Network. В 2008 году игра была номинирована Академией интерактивных искусств и наук на премию «Лучшая загружаемая игра года». Также удостоилась премии от БАФТА. После выпуска игры компания SuperVillain Studios создала пакет расширения и версию игры для PlayStation Portable. Компания Thatgamecompany не участвовала в разработке ни одного из проектов. Компания только обеспечивала сохранение того же дизайна и художественного направления, которые были у оригинала, поскольку компания была занята созданием своей следующей игры под названием Flower.
Flower, следующая игра, была, по словам Сантьяго, «первой игрой компании, которая разрабатывалась уже за пределами сети безопасности академического мира».От шести до девяти человек трудились над созданием игры. Чэнь занимал должность креативного директора. Музыка к игре была написана Винсентом Диаменте, который также работал над Cloud с Чэнь и Сантьяго. Игра разрабатывалась в течение двух лет. После того, как все элементы игры были доделаны, Flower была выпущена через шесть месяцев. Как и предшественник, игра была хорошо принята, получила несколько наград. После релиза игры Thatgamecompany переехала в собственное здание в Лос-Анджелесе.
Третья игра, Journey, был выпущена 13 марта 2012 года. Игра была разработана командой из четырнадцати человек. Сантьяго не входила в эту команду, поскольку занимала пост президента компании. В команде её заменяла продюсер Робин Ханике. Игра разрабатывалась три года. Из-за количества участников в команде разработчиков игры возникали финансовые проблемы. Тем не менее, после релиза игра имела как коммерческий успех, так и успех у критиков. Она стала самой быстро продаваемой игрой в PlayStation Store в Северной Америке и Европе. Несколько сотрудников приняли решение покинуть Thatgamecompany, чтобы искать новые возможности для самореализации: Сантьяго покинула компанию, чтобы заниматься другими делами, дизайнер Крис Белл ушёл, чтобы создать свою студию The Wilderness, а Ханике ушла работать в Tiny Speck.
Как только компания начала получать деньги от продаж Journey, Thatgamecompany вернула обратно нескольких сотрудников и пригласила новых разработчиков. Компания заключила контракт с Sony и получила $5,5 млн для финансирования новых игр. Пока неназванная игра находилась в разработке, компания переиздала flOw и Flower для PlayStation 4 и PlayStation Vita и обновлённый порт Journey для PlayStation 4.
18 июля 2019 года была выпущена мобильная многопользовательская игра от третьего лица под названием Sky: Children of the Light. В марте 2020 года Thatgamecompany объявила о том, что планирует открыть новую студию в Кремниевой долине Сан-Франциско, привлекая таланты для поддержки Sky.

## Философия
Когда Thatgamecompany разрабатывает игру, её создатели стремятся вызвать эмоции и чувства в игроке. Это отличается от подхода большинства разработчиков, которые, прежде всего, озабочены игровой механикой или жанровыми особенностями. По словам Сантьяго, компания создаёт эмоциональные реакции, чтобы продемонстрировать широкий спектр возможных переживаний в видеоиграх, которых, по её мнению, больше, чем несколько —например, волнение и страх. Чэнь говорит, что для игр компании важнее вызвать эмоции, а не донести посыл; он специально изменил дизайн Flower, когда её самые первые игроки посчитали, что игра рекламирует возобновляемую энергию. Чэнь считает, что он «слишком молод», чтобы сделать игру с сильным посылом, и поэтому разрабатывает продукты компании так, чтобы избежать явных значений. Сантьяго отмечает, что цель Thatgamecompany состоит в том, чтобы «создавать игры, которые раздвигают границы видеоигр как коммуникативной среды, которые обращаются к широкому кругу людей». Она надеется изменить индустрию видеоигр с помощью этого процесса, чтобы другие компании подходили к видеоиграм как к «творческой среде», а не как к массовому продукту.
Сотрудники Thatgamecompany не возражают против создания названий действий и в перерыве от своих регулярных проектов создают «захватывающие» игры, которые востребованы для Sony. Однако Чэнь считает, что у компании нет никаких оснований для коммерческого производства таких игр, поскольку они не будут создавать новые идеи, которые оправдывали бы затраты на то, чтобы оставаться независимой студией, в отличие от работы на существующих разработчиков игр. Точно так же Чэнь не намерен для Thatgamecompany делать «крупнобюджетные блокбастеры», поскольку он считает, что финансовое давление задушит инновации.

## Разработанные игры
В игре под названием flOw игрок перемещается по двухмерным плоскостям вместе с микроорганизмом, который развивается при помощи поедания других микроорганизмов. Дизайн игры основан на исследованиях Чэня в университете Южной Калифорнии в области динамичной балансировки сложности игры (то есть необходимо придумать такой сценарий и геймплей для игрока, чтобы не вызвать у него скуку) и на идеях психолога Михая Чиксентмихайи о ментальном погружении и состоянии потока. Игра была выпущена для PlayStation 3 22 февраля 2007 года.
Flower была вдохновлена предыдущей игрой. При помощи контроллера PlayStation 3 игрок управляет ветром, разносящим лепесток цветка по воздуху. Приближение ветра к другим цветкам вызывает увеличение количества лепестков, которые следуют за первым. Приближение цветов также может иметь побочные эффекты в игровом мире, такие как придание ярких цветов ранее мёртвым полям или активация ветряных мельниц. В игре нет текста или диалогов. Повествование строится вокруг визуального изображения и эмоциональных сигналов. Игра была выпущена для PlayStation 3 12 февраля 2009 года.
В следующей игре Journey игрок управляет фигурой в мантии, которая просыпается в пустыне и направляется в сторону горы, виднеющейся на горизонте. Во время путешествия игрок может встречать других игроков, если они будут играть в режиме онлайн. Игроки не могут общаться друг с другом, но могут взаимодействовать при желании. Игра вышла 13 марта 2012 года на PlayStation 3. В 2013 году Остин Уинтори, композитор игры, был номинирован премией Grammy за лучший саундтрек — первый раз, когда эта номинация присуждалась играм. Однако премия не была присуждена игре, она досталась Тренту Резнору и Аттикусу Россу за саундтрек к фильму «Девушка с татуировкой дракона». На Windows игра была выпущена в 2019 году.
Sky: Children of the Light, последняя игра Thatgamecompany, вышла на iOS 19 июля 2019 года, а на Android — 7 апреля 2020 года. В этой игре игрок исследует волшебное королевство, используя накидку, которая даёт ему возможность летать. Игроки могут играть с миллионом других игроков, если они в режиме онлайн. Всего в игре семь уровней (семь разных миров). Каждый посвящён определённому этапу жизни. Есть также Дом, который является связующим звеном этих миров. На протяжении всей игры игрок будет встречать «духов», которые могут давать предметы, влияющие на игровой процесс, в обмен на игровую валюту. В задачи игрока также входит поиск «потерянных звёзд», которые нужно вернуть обратно на небо. Sky была выбрана игрой 2019 года по версии App Store. Также релиз состоялся на Nintendo Switch, PlayStation 4 и Windows.
| Год  | Заглавие                   | Издатель                                                         | Платформы | Платформы | Платформы | Платформы | Платформы | Платформы | Платформы | Платформы |
| Год  | Заглавие                   | Издатель                                                         | PS3       | PS4       | PSP       | PS Vita   | iOS       | Windows   | macOS     | Android   |
| ---- | -------------------------- | ---------------------------------------------------------------- | --------- | --------- | --------- | --------- | --------- | --------- | --------- | --------- |
| 2006 | flOw                       | Sony Computer Entertainment                                      | Да        | Да        | Да        | Да        | Нет       | Да        | Нет       | Нет       |
| 2009 | Flower                     | Sony Computer Entertainment Annapurna Interactive (iOS, Windows) | Да        | Да        | Нет       | Да        | Да        | Да        | Нет       | Нет       |
| 2012 | Journey                    | Sony Computer Entertainment Annapurna Interactive (Windows)      | Да        | Да        | Нет       | Нет       | Да        | Да        | Нет       | Нет       |
| 2019 | Sky: Children of the Light | Thatgamecompany                                                  | Нет       | Да        | Нет       | Нет       | Да        | Да        | Нет       | Да        |